# Okręg lubelski Kościoła Adwentystów Dnia Siódmego w RP
Okręg wschodni – jeden z czterech okręgów diecezji wschodniej Kościoła Adwentystów Dnia Siódmego w RP. Terytorialnie obejmuje zbory i grupy znajdujące się w granicach województwa lubelskiego z wyłączeniem powiatu łukowskiego, wchodzącego w skład okręgu mazowieckiego.
Aktualnie do okręgu lubelskiego należy 9 zborów i grup obsługiwanych przez 5 duchownych.
Seniorem okręgu lubelskiego jest pastor Wasyl Bostan. 

## Zbory i grupy
| Zbór                       | Pastor          | Rok założenia |
| Biłgoraj                   | Jan Kupczak     |               |
| Chełm                      | Wasyl Bostan    |               |
| Chojeniec                  | Andrzej Bolesta |               |
| Lublin                     | Taras Semeniuk  | 1914          |
| Lublin – gr. anglojęzyczna |                 |               |
| Puławy                     | Remigiusz Krok  |               |
| Rejowiec Fabryczny         | Andrzej Bolesta |               |
| Włodawa                    | Wasyl Bostan    |               |
| Zamość                     | Wasyl Bostan    |               |